# Conioscinella koeleriae
Conioscinella koeleriae är en tvåvingeart som beskrevs av Nartshuk 1970. Conioscinella koeleriae ingår i släktet Conioscinella och familjen fritflugor. Inga underarter finns listade i Catalogue of Life.